# 伊勢志摩

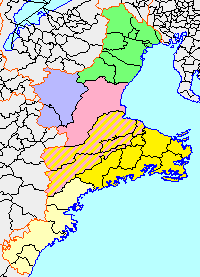
三重県の地域区分
■伊賀■北勢■中勢■東紀州■南勢（伊勢志摩）

伊勢志摩/伊勢・志摩（いせ しま）は、令制国の伊勢国と志摩国またがる地域。三重県南東部にあたる。三重県による5つの地域区分のひとつである南勢とほぼ同じ地域を指すが、伊勢志摩は観光名称としてよく用いられる。

## 概要
三重県は伊勢国・志摩国・伊賀国の各々全域と紀伊国東部をもって県域となっているが、観光面で「伊勢志摩」と言う場合は厳密に伊勢・志摩2ヶ国の範囲を指さず、伊勢神宮と志摩半島という二大観光地とその周辺を指す。これは南勢と似た範囲を指すことになるが、南勢に含まれる大紀町が、伊勢志摩からは除外される傾向にあり、両語彙の使い分けになっている。大紀町を除いた伊勢志摩地域は人口205,647人、面積912.42km²、人口密度225人/km²。（2025年2月1日、推計人口）である。このエリアには伊勢市・鳥羽市・志摩市の3市があり、「伊勢・鳥羽・志摩」と紹介されることもある。
三重県の気象予報細分区域の名称としては、伊勢市・鳥羽市・志摩市・度会郡（紀勢地域の大紀町を除く）を「伊勢志摩」と称する。
近畿日本鉄道（近鉄）では鳥羽駅・賢島駅方面の列車の旅客案内では駅名ではなく「伊勢志摩方面」とアナウンスされる。

## 範囲
「伊勢志摩」は範囲の明確な定義がないため、その範囲は使用者により多少変動する。ここでは一例を示す。
- 社団法人伊勢志摩観光コンベンション機構の「伊勢志摩地域」 - 伊勢市・鳥羽市・志摩市・玉城町・度会町・南伊勢町（同機構定款第3条）[3]
- 三重県総合計画（県民しあわせプラン）第二次戦略計画の対象となる「伊勢志摩地域」 - 伊勢市・鳥羽市・志摩市・玉城町・度会町・大紀町・南伊勢町[4]
- 三重県庁の定めた「伊勢志摩生活創造圏」 - 伊勢市（旧二見町、旧小俣町、旧御薗村）、鳥羽市、志摩市（旧浜島町、旧大王町、旧志摩町、旧阿児町、旧磯部町）、玉城町、度会町、南伊勢町（旧南勢町、旧南島町）[5]
- 地理用語研究会編『地理用語集』による「伊勢志摩」の解説 - 三重県東部熊野灘に突き出た志摩半島とその付け根にあたる伊勢地方のこと[6]。
- タウンページの「伊勢・志摩版」の収録範囲 - 伊勢市、志摩市、鳥羽市、多気郡（明和町）、度会郡（玉城町・南伊勢町・度会町）[7]
- ご当地ナンバー「伊勢志摩」の対象地域 - 伊勢市、鳥羽市、志摩市、多気郡（明和町）、度会郡（度会町・玉城町・南伊勢町）[8]
- 半田美永編『伊勢志摩と近代文学』で対象とする「伊勢・志摩」 - 紀伊半島の東端に突出し、熊野灘の潮の流れを浴びる志摩半島一帯（同書1ページより[9]）
- 藤田佳久・田林明 編『中部圏』による「伊勢志摩」の範囲 - 伊勢市、鳥羽市、志摩市、玉城町、南伊勢町[10]

## 観光
伊勢志摩を訪れる観光客は高度経済成長の時代に入るまで400万人- 500万人で推移してきたが、神宮式年遷宮のあった昭和戦後期の昭和48年（1973年）に1200万人を突破、以降は1300万人 - 1400万人を維持するようになった。1994年に世界祝祭博覧会の開催と志摩スペイン村の開業を受け、過去最高の1954万人を記録したが、これを境に観光客の減少が続き、2004年には1017万人まで落ち込んだ。減少の理由としてバブル崩壊、観光施設のマンネリ化などが指摘されている。
2006年から神宮式年遷宮の関連行事であるお木曳きが始まると8年ぶりに1100万人の大台を突破し、回復傾向が見られるようになってきた。

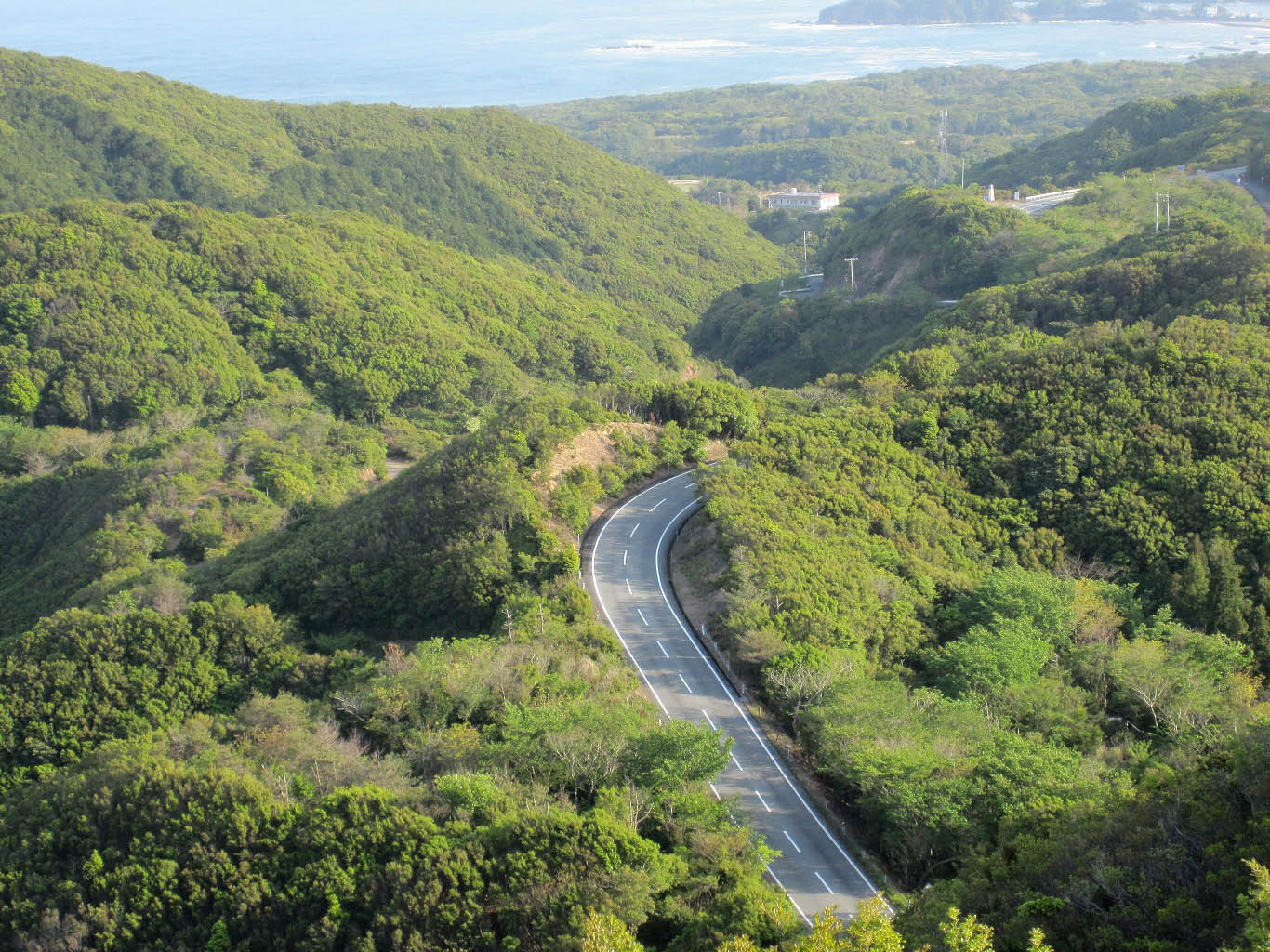
鳥羽展望台[13]からの眺め
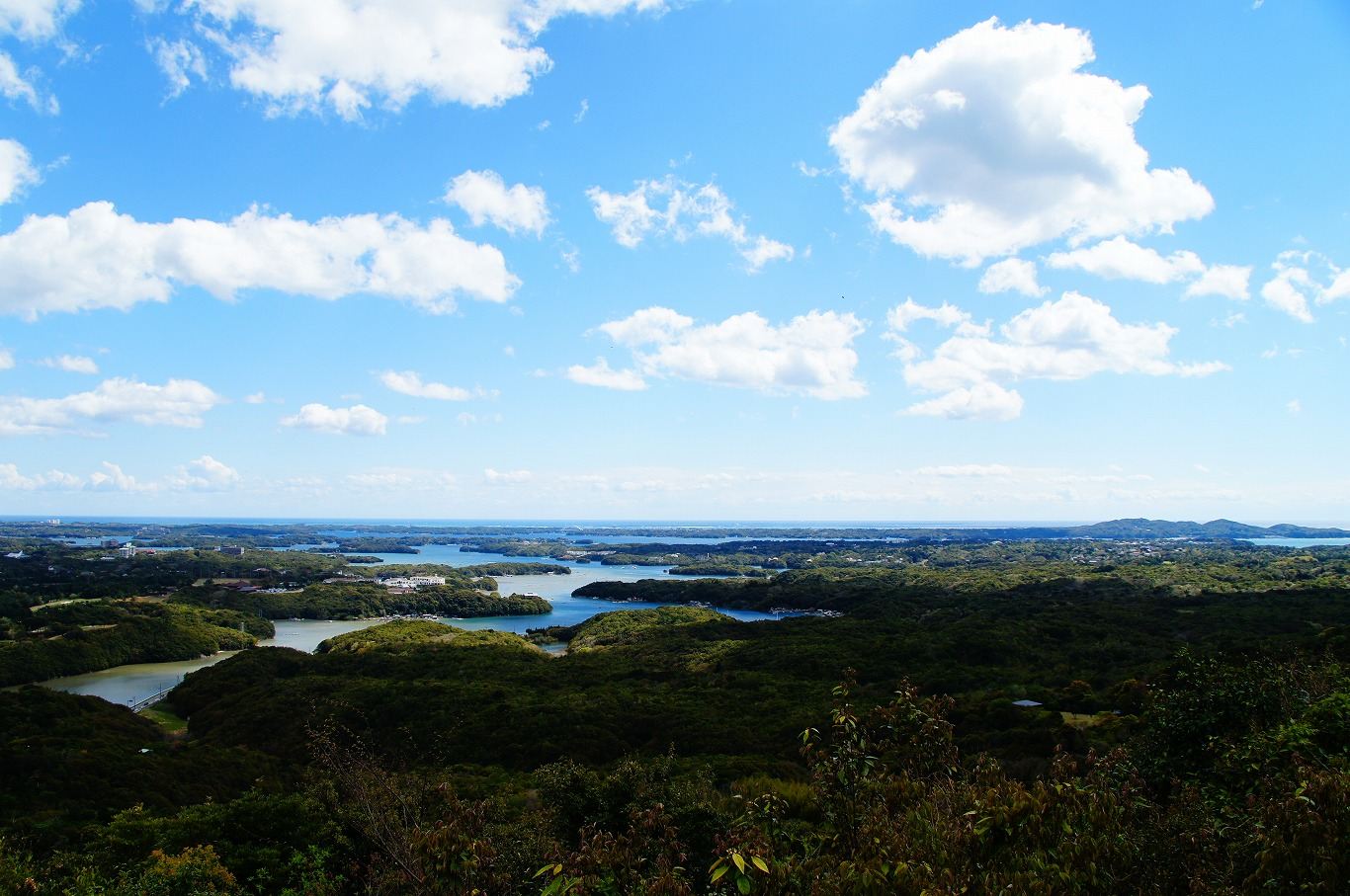
横山展望台[13]から英虞湾・志摩市の眺め
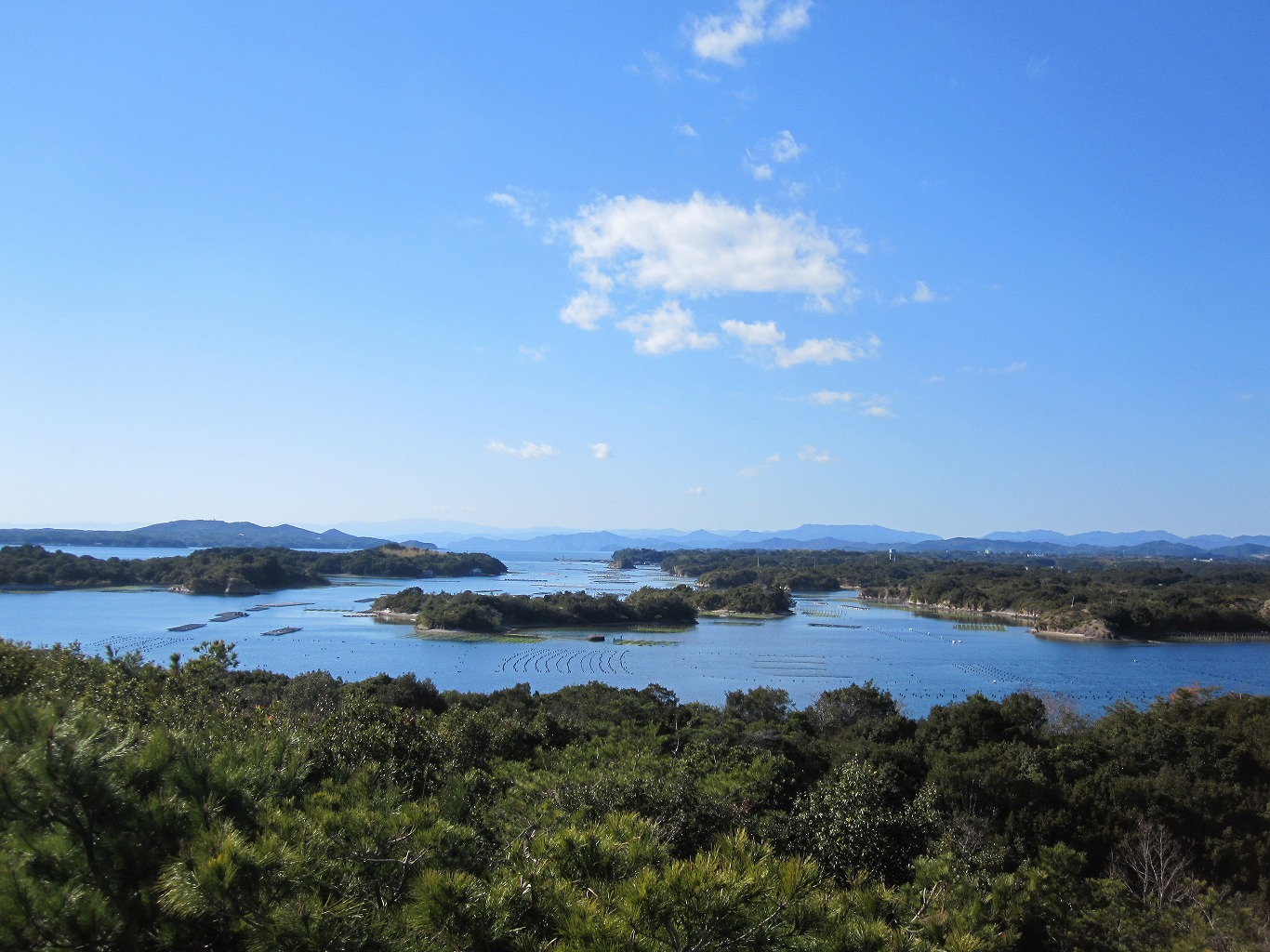
ともやま展望台（登茂山展望台）[13]からのリアス式海岸の眺め